# 하이볼

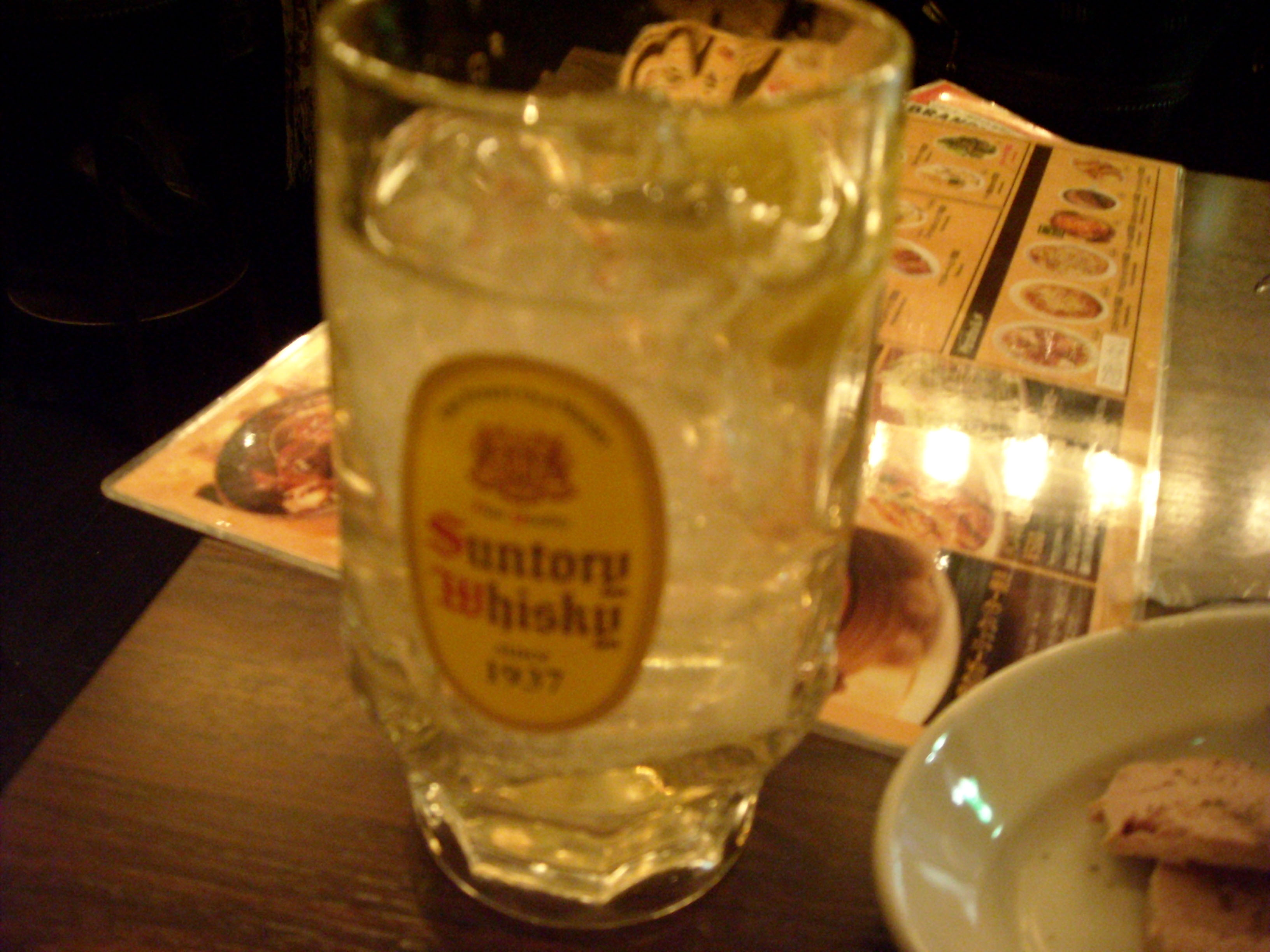
위스키 하이볼

하이볼(영어: highball)은 칵테일의 종류 중 하나이다. 위스키나 브랜디에 탄산수나 다른 탄산음료를 넣고 얼음을 넣어 만드는 것이 일반적이다. 일본에서는 소주나 보드카, 위스키 등을 이용하여  만들며 그 중 가장 많이 사용되는 베이스는 위스키(산토리)이다.
최근의 하이볼은 고도수인 위스키나 브랜디에 탄산수를 섞은 칵테일을 넘어 위스키, 브랜디보다 비교적 도수가 낮은 소주, 발효주, 탁주, 과실주 등의 주류에 탄산수, 탄산음료와 함께 시럽, 과일 등을 섞은 것도 하이볼이라고 통칭하여 쓰여지고 있는 추세이다.

## 역사
처음으로 가장 일반적인 하이볼은 스카치 위스키와 탄산수로 만들어졌으며, 이를 스코치 앤드 소다라고 한다.